# Bořinka
Bořinka je přírodní rezervace v okrese Český Krumlov. Nachází se v Křemžské kotlině, podél Křemžského potoka, jeden kilometr jižně od Křemže. Je součástí CHKO Blanský les.
Předmětem ochrany je zbytek reliktního boru na hadci, významné mineralogické naleziště. Trhliny v hadci vyplňuje často hadcový magnezit, který se zde dříve těžil, což dokládají drobná důlní díla (tzv. jeskyňky) ve stráni. Na svazích jsou četné skalky, na nichž lze pozorovat různé fáze zvětrávání hadců.
Vliv odlišného geologického podkladu působí na složení flóry. V hadcových půdách se díky zvětrávání uplatňuje vysoká koncentrace uhličitanu hořečnatého a hořčík je pro většinu rostlin jedovatý. Jedinou původní dřevinou, která trvale odolává toxickým vlivům hadcového podkladu, je borovice lesní (Pinus sylvestris), proto převažujícím typem lesní vegetace v rezervaci je rozvolněný hadcový bor. Lesní porosty jsou stejnověké, ve stáří sedmdesát až devadesát let. V bylinném patře jsou typickými druhy kostřava ovčí (Festuca ovina), strdivka nicí (Melica nutans), silenka nadmutá (Silene vulgaris), chrpa čekánek (Centaurea scabiosa), mateřídouška vejčitá (Thymus pulegioides), zvonek okrouhlolistý (Campanula rotundifolia), bělozářka větvitá (Anthericum ramosum), bedrník obecný (Pimpinella saxifraga), psineček tenký (Agrostis capillaris) a válečka prapořitá (Brachypodium pinnatum). Charakteristickým druhem hadcových borů je serpentinofyt sleziník hadcový (Asplenium cuneifolium), který se vyskytuje nerovnoměrně v rozptýlených trsech po celém území, včetně skalních štěrbin, vzniklých zvětráváním hadců. Vzácně najdeme v rezervaci kriticky ohrožený hvozdík kartouzek hadcový.

## Galerie

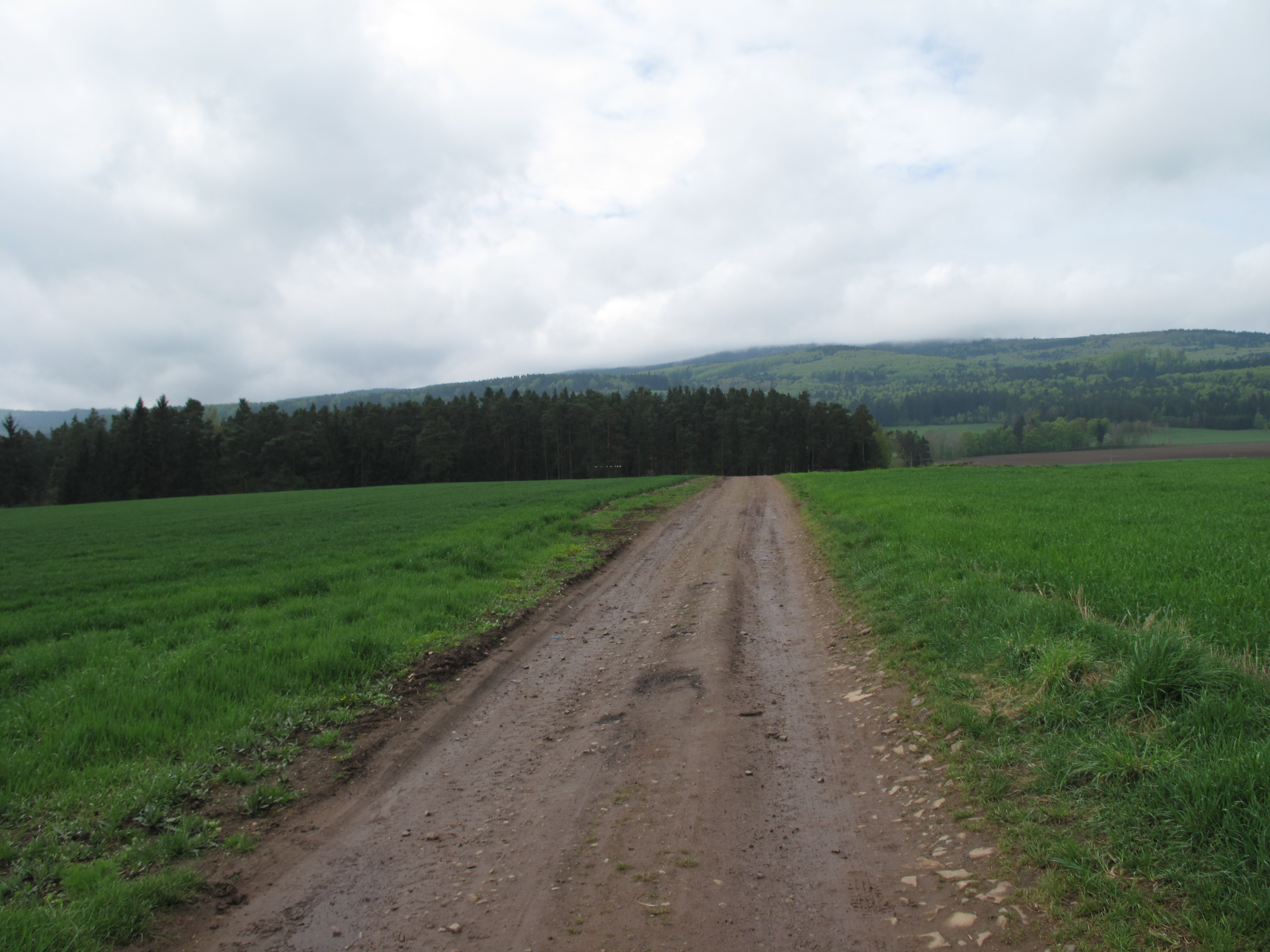
Les od severu
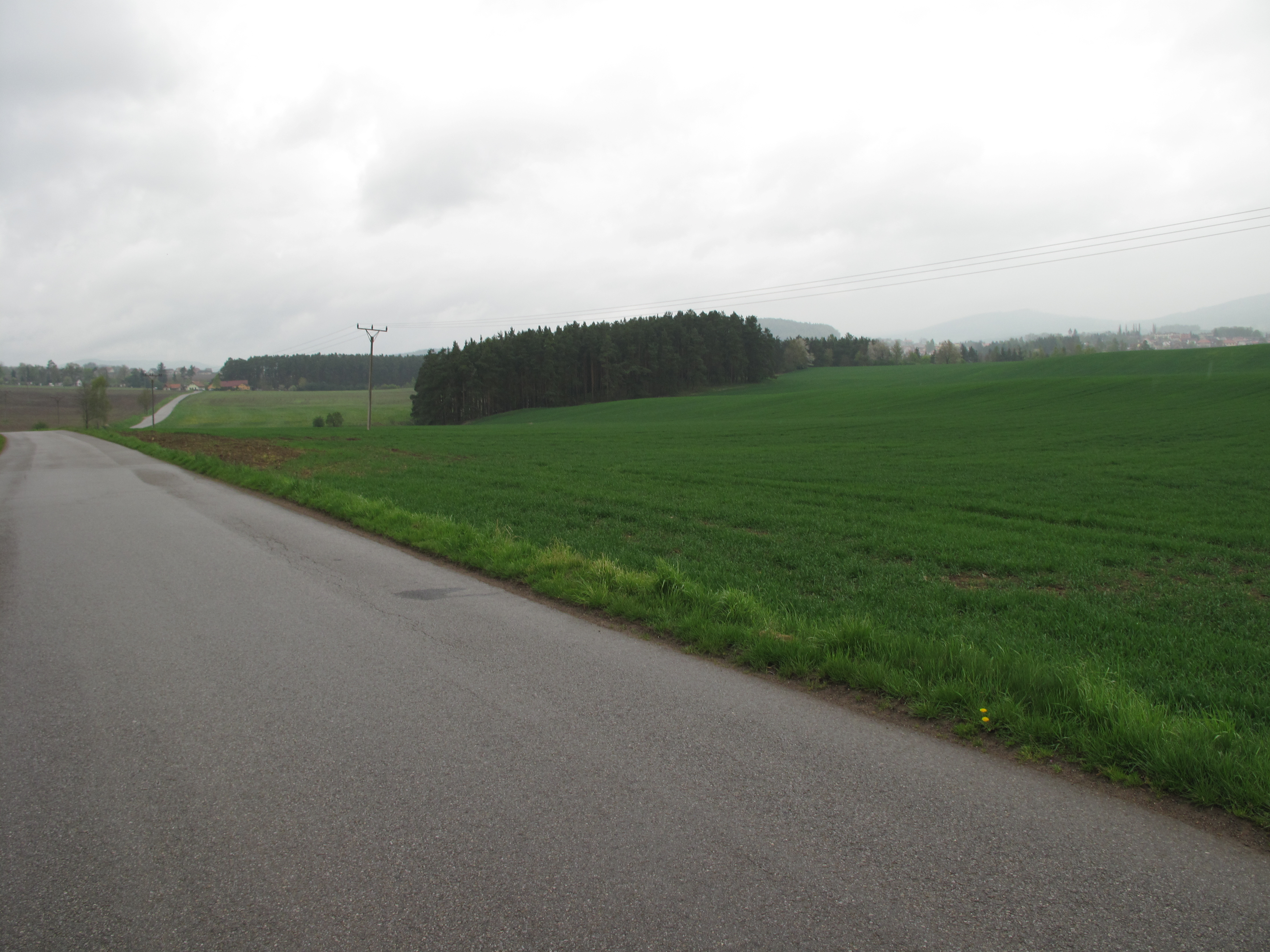
Les od východu
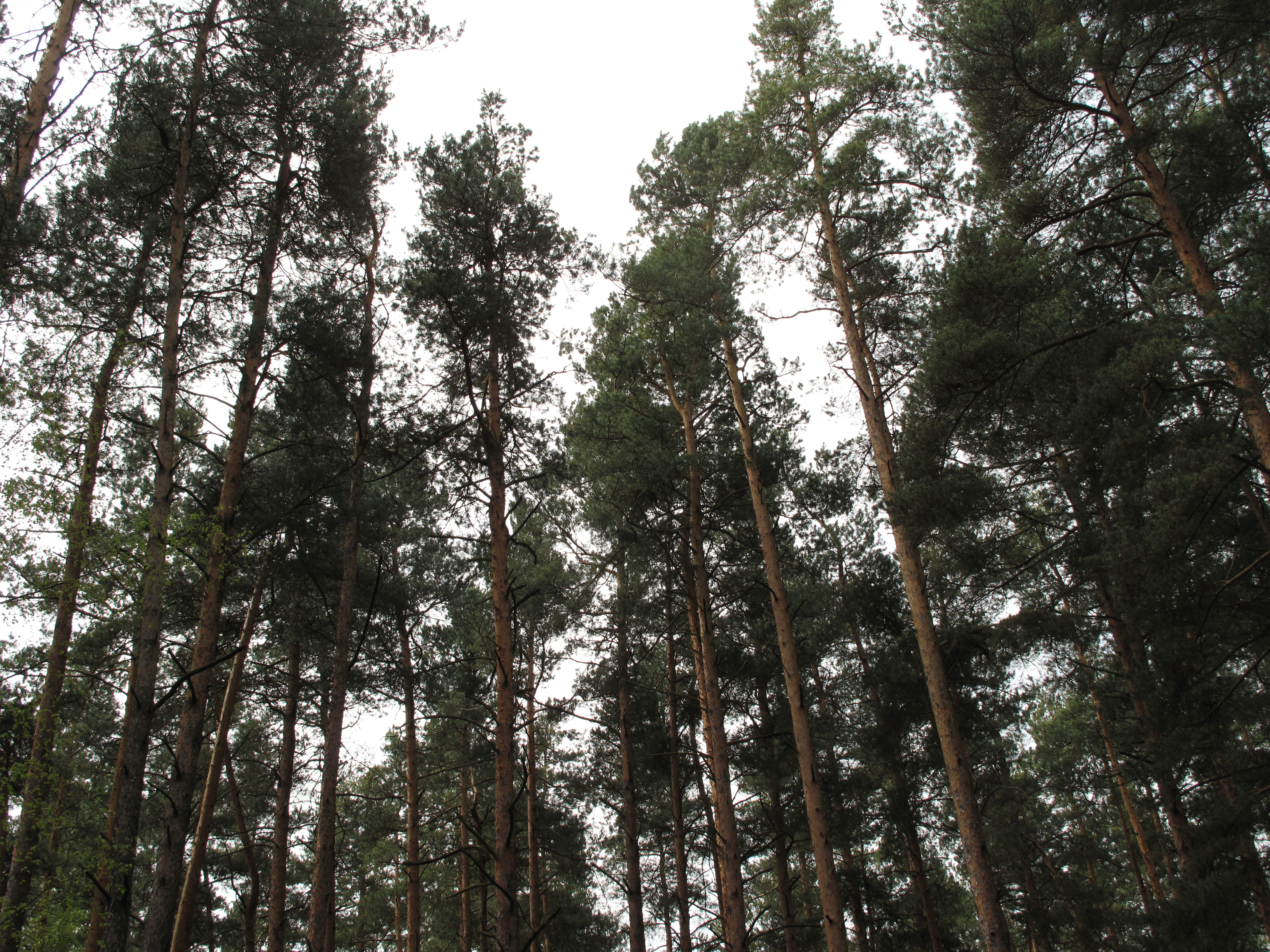
Koruny borovic
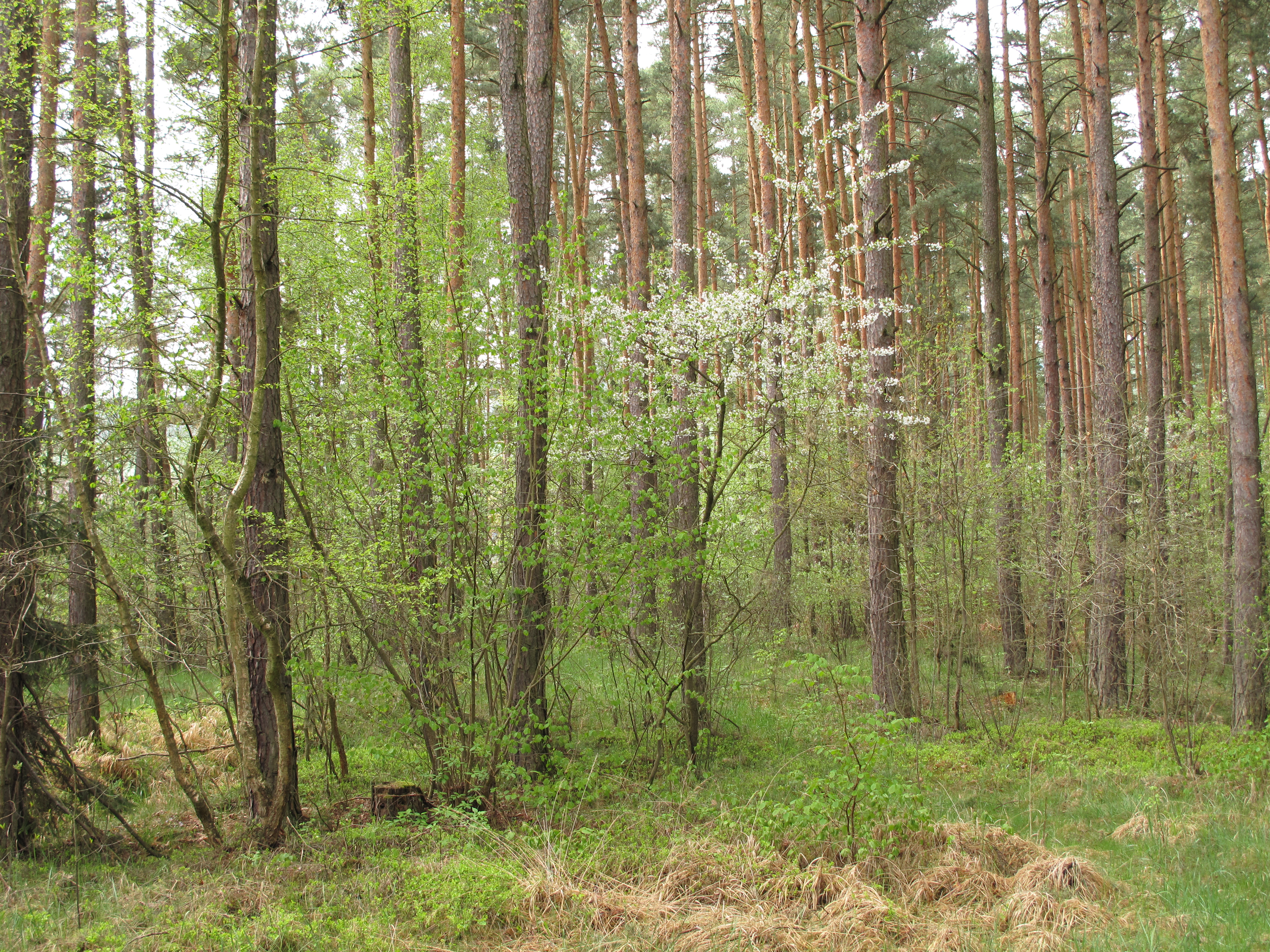
Kvetoucí slivoně v boru